# Sophie Wachner
Sophie Wachner (5 novembre 1879 – Los Angeles, 13 settembre 1960) è stata una costumista statunitense.

## Filmografia

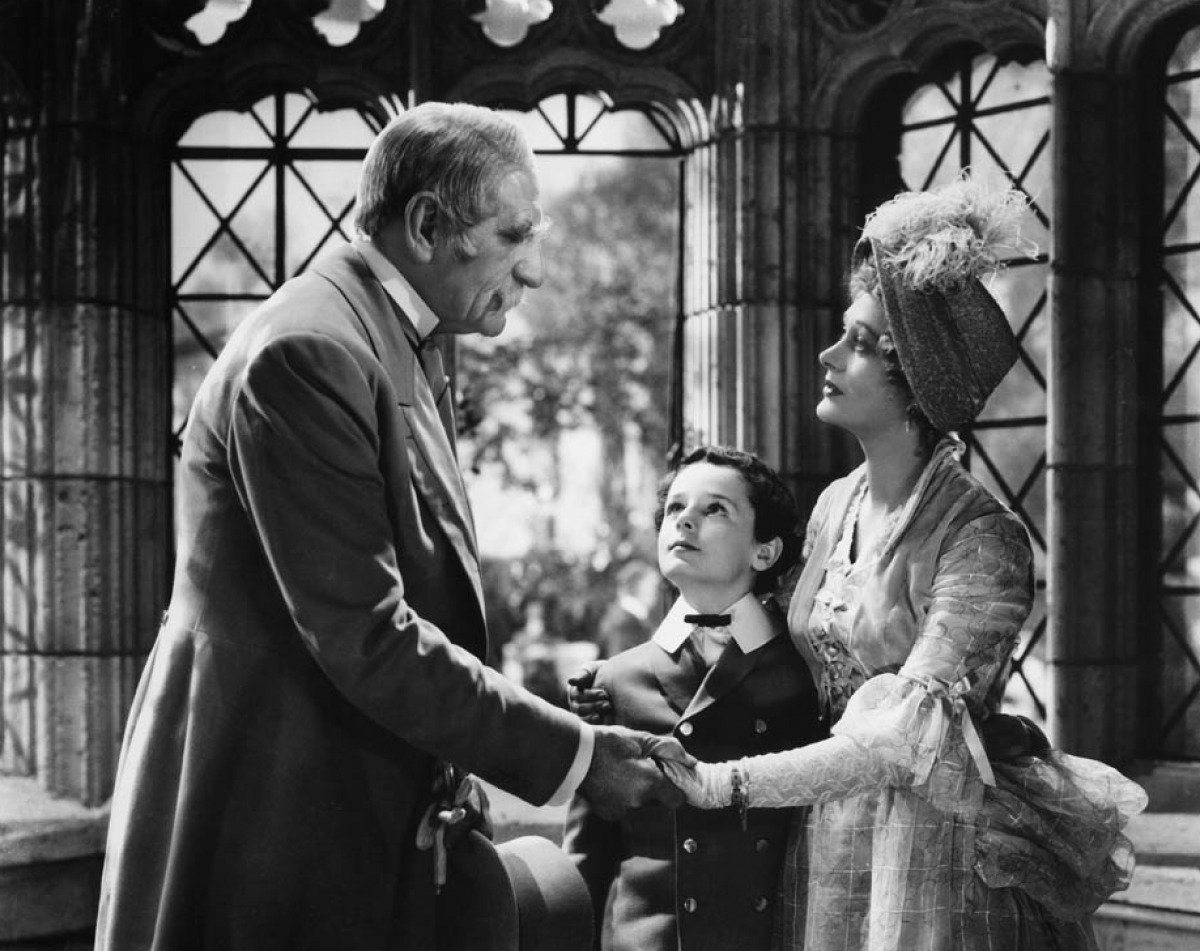
Little Lord Fauntleroy

- Reno, regia di Rupert Hughes (1923)
- La moglie del centauro (The Wife of the Centaur), regia di King Vidor (1924)
- Frontiera d'anime (The Great Divide), regia di Reginald Barker (1925)
- Stella Dallas, regia di Henry King (1925)
- L'affare Manderson (Trent's Last Case), regia di Howard Hawks (1929)
- Sinfonia d'amore (A Song of Kentucky), regia di Lewis Seiler (1929)
- La perla di Hawaii (South Sea Rose), regia di Allan Dwan (1929)
- Follie del giorno (Fox Movietone Follies of 1929), regia di David Butler (1929)
- The Lone Star Ranger, regia di A.F. Erickson (1930)
- L'ultimo eroe (The Last of the Duanes), regia di Alfred L. Werker (1930)
- Il bel contrabbandiere (Women Everywhere), regia di Alexander Korda (1930)
- Il canto del mio cuore (Song o' My Heart), regia di Frank Borzage (1930)
- Scotland Yard, regia di William K. Howard (1930)
- Il nostro pane quotidiano (Our Daily Bread o City Girl), regia di Friedrich Wilhelm Murnau (1930)
- Carnevale romantico (Cameo Kirby), regia di Irving Cummings (1930)
- Ripudiata (East Lynne), regia di Frank Lloyd (1931)
- Anima e corpo (Body and Soul), regia di Alfred Santell (1931)
- Lord Fauntleroy (Little Lord Fauntleroy), regia di John Cromwell (1936)